# Хуліо Алонсо Ортега
Хуліо Алонсо Ортега (ісп. Julio Alonso Ortega; нар. 23 грудня 2000, Лас-Пальмас, Гран-Канарія) — іспанський яхтсмен, чемпіон світу, спеціалізується у класі дінгі для двох осіб. Протягом більшої частини своєї спортивної кар'єри виступає за Королівський яхт-клуб Гран-Канарії, де тренується під керівництвом Аарона Сармієнто та дворазового олімпійського чемпіона Луїса Доресте.

## Освіта
Альонсо здобув вищу освіту у Великій Британії. Він закінчив Ланкастерський університет зі ступенем бакалавра наук з управління бізнесом, отримавши диплом з відзнакою. Пізніше здобув ступінь магістра з політичної економії ринків, що розвиваються, у Королівському коледжі Лондона, а також другу магістерську ступінь з міжнародного бізнесу в Університеті Атлантіко Медіо за стипендією PROEXCA.

## Вітрильний спорт
Альонсо розпочав займатися вітрильним спортом у віці десяти років у класі «Оптиміст» у Могані, а згодом приєднався до Королівського яхт-клубу Гран-Канарії, за який продовжує виступати і донині.
У класі 420 Альонсо досяг значних успіхів. Він тричі вигравав чемпіонат Іспанії з вітрильного спорту та посів друге місце у парі з Луїсом Доресте-молодшим, сином відомого вітрильника Луїса Доресте і племінником таких видатних спортсменів, як Мануель Доресте, Густаво Доресте та Хосе Луїс Доресте. У цей період він також брав участь у численних чемпіонатах Європи та світу, здобуваючи міжнародний досвід.
Найвагомішим досягненням у класі 420 стала перемога на чемпіонаті світу в командних змаганнях. Завдяки цьому успіху він отримав широке визнання на батьківщині, зокрема йому було довірено символічно розпочати футбольний матч між «УД Лас-Пальмас» та «Реал Мадрид» на стадіоні Гран-Канарія.
Перейшовши до класу 29er, Альонсо завоював золоту медаль на чемпіонаті Іспанії серед дорослих у класі 29er, а також золото серед спортсменів до 19 років. Завдяки цим перемогам він здобув право представляти Іспанію на молодіжному чемпіонаті світу з вітрильного спорту 2018 року в Корпус-Крісті, штат Техас, де посів десяте місце.
Того ж року Альонсо підписав контракт із командою Spanish Impulse by IBEROSTAR, яка була офіційно створена для представлення Іспанії на молодіжному Кубку Америки Red Bull Youth America's Cup на Бермудських островах. У цей період він також представляв Іспанію у світовому фіналі Red Bull Foiling Generation у Маямі, де виступав на катамаранах Flying Phantom, демонструючи свою майстерність у швидкісних дисциплінах вітрильного спорту.
Наразі Альонсо виступає у змішаному класі 470 у парі з Марією Бовер, маючи за мету представити Іспанію на Олімпійських іграх. Серед їхніх досягнень — четверте місце у віковій категорії до 24 років на чемпіонаті світу з вітрильного спорту в класі 470, а також п'яте місце на чемпіонаті Європи серед спортсменів до 24 років.